# Gründerzeit
Con il termine tedesco Gründerzeit si indica una fase economica della Germania e dell'Austria del XIX secolo, che si concluse con il crack della borsa del 1873.
In quel periodo ebbe luogo in Europa centrale il processo di industrializzazione, le cui origini risalgono agli anni quaranta dell'Ottocento. Per questo motivo, l'inizio del periodo Gründerzeit non può essere definito con esattezza. Certamente, negli anni che precedettero il grande crack del 1873 (in Germania dopo la vittoria della guerra franco-prussiana, che determinò un grande afflusso di denaro sotto forma di indennizzi di guerra da parte della Francia), lo sviluppo economico culminò in un grande boom mai conosciuto prima di allora.

## Descrizione
La Gründerzeit corrisponde a quel periodo storico della Mitteleuropa nel quale la borghesia acquisì il ruolo di guida culturale. Rappresenta anche la grande epoca del liberalismo classico, malgrado alla fine di quel periodo le nuove istanze politiche siano state messe in pratica solo raramente e in modo relativo.
L'industrializzazione pose nuovi compiti anche per ciò che riguarda l'estetica, specialmente nell'architettura e nelle arti manuali. Questo significò soprattutto un eclettico sviluppo delle forme d'arte già esistenti. Nella lingua corrente lo stile della Gründerzeit viene indicato con il termine istorismo (Historismus). Poiché l'istorismo rimane tuttavia lo stile dominante fino agli inizi del Novecento, l'uso che la lingua corrente fa di questo termine risulta poco appropriato.
Pertanto, in storia dell'arte, si parla di Gründerzeit anche riferendosi ai decenni successivi.
A volte si usa l'espressione per indicare diversi periodi, ad esempio 1850-1873, 1871-1890, qualche volta persino 1850-1914 o esclusivamente gli anni 1871-1873. Attualmente il termine si riferisce all'epoca attorno al 1870 e viene messo in relazione alla fase di sviluppo economico di quel periodo.
Nikolaj Kondrat'ev descrive tale sviluppo economico come la fase ascendente del secondo ciclo Kondrat'ev.

## Economia

### Sviluppo
L'espressione Gründerzeit si riferisce allo straordinario sviluppo economico avutosi alla metà del XIX secolo. Un fattore determinante per questo impetuoso sviluppo fu la costruzione di ferrovie. Tipici fondatori di imprese (in tedesco: Gründer) sono proprio i pionieri del settore ferroviario, come ad esempio Bethel Henry Strousberg. La costruzione di ferrovie diede inoltre un significativo impulso ad altri settori industriali: ad esempio, con la crescente domanda di carbone ed acciaio, anche in questi settori sorsero dei grandi imperi industriali, come quello di Friedrich Krupp. In primo luogo, tuttavia, furono facilitate le comunicazioni e gli spostamenti di persone. Gli abitanti delle campagne emigrarono in massa verso le città, in cui andarono a costituire il nascente ceto del proletariato; in quel periodo si formò inoltre la questione sociale (oggi denominata anche Pauperismo).
Con la rete ferroviaria, anche il sistema di distribuzione fu rivoluzionato; ciò permise che la produzione di massa si estendesse anche ad altri settori industriali. Esempi significativi di fondatori di industrie di generi alimentari sono Ignaz Mautner (per la birra) e Julius Meinl I (per il caffè).

### Crisi
Questo sviluppo ebbe una fine improvvisa con il grande crack della borsa del 1873, e passò ad una fase di stagnazione economica che durò vent'anni, conosciuta con il nome di Gründerkrise.
In questo periodo di crisi la teoria economica del liberismo perse terreno e furono messi in atto meccanismi di controllo e misure protezionistiche. I nascenti movimenti di massa del proletariato e della piccola borghesia manifestarono la loro opposizione al liberismo.
La conseguenza più disastrosa del grande crack fu di carattere psicologico. La promessa di ricchezza e ascesa sociale per tutti sembrava ormai naufragata; nei settori del lavoro operaio e artigianale, assumeva un ruolo di primo piano la paura del regresso sociale a causa della concorrenza industriale; inoltre, con il crack, gran parte del capitale risparmiato era andato perduto. In quegli ambienti della piccola borghesia si diffuse velocemente un miscuglio di teorie cospirative - in particolare guadagnò un forte seguito l'antisemitismo, che negli anni ottanta dell'Ottocento divenne un'ampia corrente politica.

## Architettura e design
Nel corso dell'industrializzazione crebbe in modo massiccio la richiesta di abitazioni; su molte aree verdi furono dunque costruiti degli interi quartieri. Ancora oggi, in molte città della Mitteleuropa, si trovano molti edifici risalenti alla Gründerzeit, che spesso costituiscono intere parti della città.
Tipici dello stile architettonico della Gründerzeit sono gli edifici di quartiere di quattro o sei piani, con le loro facciate piene di decorazioni. Ogni tipo di decorazione si rifà ad uno stile della storia dell'arte; per tale motivo questo genere architettonico viene chiamato generalmente istorismo, e comprende stili come il neogotico, il neorinascimentale e il neobarocco. 
In questa corrente si inserisce anche la Bäderarchitektur, ovvero quello stile tipico dei palazzi di molti luoghi marittimi tedeschi.
Non sorsero solamente ville e palazzi per i borghesi arricchiti, ma anche e soprattutto grandi casermoni, costruiti per far fronte al rapido aumento della popolazione urbana.
Significativo in questo periodo fu anche l'impiego delle nuove tecnologie nell'architettura e nel design. Determinante fu l'incremento della produzione d'acciaio (grazie al metodo Bessemer). Il Crystal Palace, costruito per l'esposizione universale di Londra nel 1851 utilizzando solo acciaio e vetro, fu considerato un'opera rivoluzionaria e d'avanguardia anche per i decenni successivi.
Anche nell'architettura di interni si possono riscontrare elementi propri dell'istorismo. Gli edifici dell'alta borghesia, con i loro lussuosi arredamenti, si distinguevano anche per l'imitazione e l'assimilazione degli stili artistici precedenti.

## La Gründerzeit in Austria
Anche in Austria la Gründerzeit ebbe inizio dopo il 1840, con l'avvio dell'industrializzazione sia nell'area di Vienna che in Boemia e in Moravia. Generalmente viene assunta come punto d'inizio la rivoluzione del marzo 1848, le cui riforme di carattere economico non furono mai revocate, a differenza di quanto accadde con le riforme di carattere politico.
Nell'Impero austro-ungarico, il liberalismo raggiunse il suo apice nel breve periodo compreso tra il 1867 (concessione della costituzione) e i primi anni settanta.
Vienna, capitale dell'impero in cui risiedeva l'imperatore Francesco Giuseppe, divenne dal 1850 - dopo la fallita rivoluzione di marzo - al 1910 la quarta città più grande del mondo. Ciò fu determinato sia dall'inglobamento delle cittadine periferiche, che dall'immigrazione di centinaia di migliaia di persone provenienti soprattutto dalla Boemia e dalla Moravia. Al posto delle antiche mura della città, fu costruita la Ringstraße (un viale a forma di anello che circonda il centro).